# Iglesia de San Bernardo (Cirat)
La iglesia parroquial de San Bernardo, localizada en la plaza Mayor 2 de Cirat (Castellón), en la comarca del Alto Mijares es un lugar de culto catalogado como Bien de relevancia local, según la Disposición Adicional Quinta de la Ley 5/2007, de 9 de febrero, de la Generalidad Valenciana, de modificación de la Ley 4/1998, de 11 de junio, del Patrimonio Cultural Valenciano (DOCV Núm. 5.449 / 13/02/2007), con código identificativo: 12.08.046-006.
Pertenece al arciprestazgo 9, conocido como de Nuestra Señora Virgen de la Esperanza, con sede en Onda, del Obispado de Segorbe-Castellón.
Dependió hasta 1574 de la parroquia de Villahermosa del Río, mientras que hasta 1957 perteneció a la Archidiócesis de Valencia, pasando a partir de ese año a la Diócesis de Segorbe-Castellón.
Se trata de un edificio de estilo barroco datado en el siglo XVII.